# Colegio San Juan Evangelista
El Colegio San Juan Evangelista es un establecimiento educacional chileno ubicado en la comuna de Las Condes, en la ciudad de Santiago. Fundado en 1960, opera bajo el alero de la Iglesia Católica, y en particular pertenece a la Congregación de los Sacerdotes del Sagrado Corazón de Jesús.
Es un colegio "Católico Dehoniano" que se define a sí mismo como "abierto al mundo que busca la excelencia en la diversidad. La misión Dehoniana de ver, amar y servir se pone al servicio de la comunidad".

## Historia
El colegio San Juan Evangelista fue fundado como Colegio de Iglesia en marzo del año 1960 por la Congregación de los Sacerdotes del Sagrado Corazón de Jesús, en el mismo lugar donde ahora está ubicado. Su primer rector - fundador y profesor de inglés fue el Padre Enrique Figee, sacerdote holandés que había llegado a Chile el año 1949.
En el terreno adquirido para construir el colegio, existía una modesta casa de adobe, a cuyo lado se levantaron dos salas de madera que acogieron a los tres primeros cursos del San Juan: primero básico en una sala y segundo y tercero básico, juntos en otra, con un total de 39 alumnos.
Detrás de la casita donde funcionaban los cursos había una quinta de naranjos (segundo patio actual) y en el terreno que hoy ocupa el gimnasio un gran potrero con sauces y una acequia. Era el lugar de juegos y convivencias.
En 1961 se inicia la construcción del primer pabellón de salas y la oficina del Rector.
Rápidamente se fueron agregando más cursos de modo que ya en 1963 había Primer Año de Humanidades (séptimo básico actual).
El 27 de junio de 1964, el San Juan sufre su primer gran dolor: fallece su fundador, el padre Enrique Figee, en un accidente automovilístico. En la Misa de despedida, el apoderado y poeta Miguel Arteche manifestó:...Y llegó a Chile para que niños y jóvenes aprendieran la palabra de Dios. La semilla de su sangre derramada en el invierno de esta tierra ha hecho crecer, entre estos muros, una eterna primavera...
En reemplazo del Padre Enrique, llega a San Juan el Padre Arnoldo van der Meer, quien es Rector hasta 1972, cuando asume el cargo de Director Pastoral hasta el año 1982. Deja la comunidad para asumir otras labores en la Congregación. Vuelve a San Juan como Director Pastoral a mediados del año 1991.
Con gran espíritu creativo y renovador marca profundamente el desarrollo del Colegio, imprimiéndole la línea que San Juan tiene hasta hoy. Durante su rectoría se gestan diversas realizaciones: fundación del Grupo Scout, Ayuda Fraterna, formación de equipo de catequistas para el Colegio y la zona Las Condes, formación de la comunidad dominical, el Departamento de Pastoral, primer Centro de Alumnos, integración de mujeres al colegio, construcción del gimnasio, kinder, biblioteca, formación de la Corporación Educacional, nombramiento del primer rector laico entre otras.

### Hitos Importantes
- 1960: Comienza el Colegio con 2 cursos, 1.º y 2.º Básico, y con no más de 60 alumnos a cargo de 2 profesoras y el rector.
- 1963: Nace la biblioteca "Padre Enrique".
- 1964: Nace el Grupo Scout.
- 1966: Se inaugura el gimnasio.
- 1968: Se crea el Departamento de Orientación a cargo del Sr. Carlos Avilés.
- 1969: Primera Graduación de IV Medios.
- 1972: Ingresan las primeras mujeres, convirtiéndose así en un colegio mixto. El Colegio se transforma en comunidad escolar y toma el nombre de "Corporación Educacional Colegio San Juan Evangelista".
- 1975: Comienza la preparación del Sacramento de la Confirmación.
- 1976: Se comienza a practicar Gimnasia.
- 1977: Nace el Coro del Colegio. Se realiza el primer Festival de la Canción Sanjuanina. Se inaugura la Sala Múltiple (Aula Padre León Dehon). Se crea el Departamento Técnico.
- 1978: Se empieza con Kinder la eseñanza personalizada.
- 1981: Se crea el Laboratorio de Inglés.
- 1982: Se traslada la Comunidad Preescolar a la calle Latadía.

## Exalumnos destacados
- Alfredo Ugarte: entomólogo y presentador de televisión.[3]
- Álvaro Díaz González: periodista, productor, director de cine y televisión, y guionista.
- Felipe Bianchi: periodista deportivo. Premio Nacional de Periodismo Deportivo 2006.
- Marcelo Comparini: periodista, comunicador radial, productor y conductor televisivo chileno.
- Matías Bize: director de cine.
- Rodrigo Ubilla Mackenney: Subsecretario del Interior del gobierno de Sebastián Piñera.
- Tomás González Sepúlveda: gimnasta. Ha participado en los Juegos Olímpicos de Londres 2012, y en los Juegos Olímpicos de Río de Janeiro 2016.
- Sebastián Santibáñez: extenista. Fue campeón de la Copa Mundial de Tenis Junior en 2010.
- Pablo Herrera: cantautor de baladas.
- Maite Orsini: exmodelo y exactriz, abogada y diputada del partido Revolución Democrática.
- Jorge Rojas Ávila: Comandante en Jefe de la Fuerza Aérea de Chile entre 2010 y 2014.
- José Ignacio Nogueira León: General de Aviación de la Fuerza Aérea de Chile.